# Tương lai của một vũ trụ giãn nở
Quan sát cho rằng việc mở rộng của vũ trụ sẽ tiếp tục mãi mãi. Nếu vậy, vũ trụ sẽ lạnh khi nó mở rộng, cuối cùng trở nên quá lạnh để duy trì sự sống. Vì lý 
do này, kịch bản này trong tương lai là phổ biến được gọi là Vụ đóng băng lớn hay Big Freeze.
Nếu năng lượng tối đại diện bởi hằng số vũ trụ, một mật độ năng lượng không đổi làm đầy không gian đồng nhất, hoặc các lĩnh vực vô hướng, chẳng hạn như Quintessence hoặc Moduli, năng động, số lượng có mật độ năng lượng có thể khác nhau trong thời gian và không gian tăng tốc độ mở rộng của vũ trụ, không gian giữa các cụm thiên hà sẽ giãn nở với một tốc độ ngày càng tăng. Dịch chuyển đỏ sẽ kéo dài, photon đến (ngay cả tia gamma) lặng bước sóng dài và năng lượng thấp. Sao được dự kiến sẽ hình thành bình thường cho 1012 năm (100 tỉ năm) đến 1014 năm (100 nghìn tỷ năm), nhưng cuối cùng việc cung cấp khí cần thiết cho sự hình thành sao sẽ bị cạn kiệt. Và như những ngôi sao hiện có hết nhiên liệu và ngừng tỏa sáng, vũ trụ từ từ và không thể lay chuyển sẽ tăng tối hơn, một ngôi sao tại một thời điểm. § IID, Theo lý thuyết dự đoán phân rã proton, tàn dư sao bỏ lại phía sau sẽ biến mất, để lại đằng sau là lỗ đen và chính các lỗ đen đó cũng sẽ dần dần biến mất qua bức xạ Hawking. Cuối cùng, vũ trụ đạt đến một trạng thái trong đó nhiệt độ tiếp cận một giá trị chung, không có thêm hoạt động xảy ra, kết quả cuối cùng là cái chết nhiệt của vũ trụ.

## Vũ trụ học
Mở rộng vô hạn không xác định không gian độ cong của vũ trụ. Nó có thể được mở (với độ cong không gian âm), phẳng, hoặc đóng (tích cực không gian cong), mặc dù nếu nó đóng, phải có mặt năng lượng tối để chống lại lực hấp dẫn của vật chất. Vũ trụ mở và phẳng sẽ mở rộng mãi mãi ngay cả khi không có mặt năng lượng tối.
Quan sát của bức xạ nền vũ trụ WMAP cho rằng vũ trụ là không gian phẳng và có một số lượng đáng kể năng lượng tối. Trong trường hợp này, vũ trụ sẽ tiếp tục mở rộng với một tốc độ tăng. Sự tăng tốc của việc mở rộng của vũ trụ đã cũng được xác nhận bởi quan sát xa về siêu tân tinh. Nếu, như trong các mô hình mục lục của vật lý vũ trụ học (vấn đề Lambda-lạnh tối hoặc ΛCDM), năng lượng tối là dưới hình thức của một hằng số vũ trụ, mở rộng vũ trụ sẽ làm kích thước tăng gấp đôi vũ trụ với một tốc độ không đổi.
Nếu lý thuyết về lạm phát là đúng, vũ trụ đã trải qua một giai đoạn thống trị bởi một hình thức khác nhau của năng lượng tối trong những khoảnh khắc đầu tiên của Big Bang, nhưng lạm phát kết thúc, cho thấy một phương trình trạng thái phức tạp hơn nhiều so với những giả định cho đến nay cho hiện tại ngày năng lượng tối. Có thể là phương trình năng lượng tối có thể thay đổi một lần nữa kết quả trong một sự kiện rằng sẽ có hậu quả đó là cực kỳ khó khăn để dựa trên các tham số hoặc dự đoán. 

## Tương lai lịch sử
Trong những năm 1970, tương lai của một vũ trụ mở rộng đã được nghiên cứu bởi các nhà vật lý học thiên thể Jamal Islam  và nhà vật lý Freeman Dyson  Gần đây, các nhà vật lý học thiên thể Fred Adams và Gregory Laughlin đã chia lịch sử quá khứ và tương lai của một vũ trụ mở rộng vào năm thời kỳ. Đầu tiên, Kỷ nguyên Primordial, là thời gian trong quá khứ ngay sau khi Vụ Nổ Lớn khi sao vẫn chưa hình thành. Thứ hai, Kỷ nguyên Sao, bao gồm ngày nay và tất cả các ngôi sao và thiên hà chúng ta thấy. Đây là thời gian trong đó các ngôi sao hình thành từ sự sụp đổ các đám mây khí. Sau đó là Kỷ nguyên suy biến, các ngôi sao sẽ cháy hết năng lượng, để lại tất cả các ngôi sao có khối lượng là tàn dư sao - sao lùn trắng, sao neutron và lỗ đen. Trong Kỷ nguyên Lỗ đen, sao lùn trắng, sao neutron, nhỏ hơn và các vật thể thiên văn khác sẽ bị phá hủy bởi sự phân rã proton, chỉ để lại các lỗ đen. Cuối cùng, trong Kỷ nguyên bóng tối, lỗ đen cũng sẽ biến mất thông qua bức xạ Hawking, chỉ để lại khí loãng của photon và lepton. trang xxiv-xxviii.
Lịch sử này trong tương lai và mốc thời gian dưới đây giả định tiếp tục mở rộng của vũ trụ. Nếu vũ trụ bắt đầu recontract, các sự kiện tiếp theo trong thời gian này không thể xảy ra bởi vì Vụ Co Lớn, thì vũ trụ vào trạng thái đặc nóng, tương tự như sau Big Bang, sẽ xảy đến., trang 190 - 192;, pp. 190–192;

## Thời gian biểu

### Kỷ nguyên Sao
Từ 106 (1 triệu) năm 1014 (100 nghìn tỷ) năm sau Vụ Nổ Lớn
Xem thêm: Thời gian đồ họa của kỷ nguyên Sao
Tuổi của vũ trụ là 1,37 × 1010 năm tuổi (13,7 tỷ). Đây là thời gian của Kỷ nguyên Sao. Khoảng 155 triệu năm sau Vụ nổ lớn, ngôi sao đầu tiên được hình thành. Kể từ đó, các ngôi sao đã được hình thành bởi sự sụp đổ của nhỏ, khu vực lõi lớn, đám mây phân tử hydro khí lạnh dày đặc. Lúc đầu, điều này tạo ra một tiền sao, nó nóng và sáng vì năng lượng được tạo ra bởi co hấp dẫn. Sau khi hợp đồng tiền sao cho trong một thời gian, trung tâm của nó sẽ trở nên đủ nóng để hợp hydro và cuộc đời của mình như một ngôi sao đúng cách sẽ bắt đầu., trang 35-39.
Ngôi sao có khối lượng rất thấp cuối cùng sẽ xả tất cả hydro dễ nóng chảy của họ và sau đó trở thành Heli sao lùn trắng. Sao thấp với khối lượng trung bình sẽ trục xuất một số khối lượng của chúng như là một tinh vân hành tinh và cuối cùng trở thành sao lùn trắng, ngôi sao có khối lượng lớn hơn sẽ nổ trong một siêu tân tinh lõi sụp đổ, để lại đằng sau sao neutron hoặc lỗ đen. Trong bất kỳ trường hợp nào, mặc dù một số vấn đề của ngôi sao có thể được trả lại môi trường giữa các sao, thoái hóa còn lại sẽ được bỏ lại phía sau có khối lượng không được trả lại môi trường bình thường. Vì vậy, việc cung cấp khí có sẵn để hình thành sao đang dần bị cạn kiệt.

#### Ngân Hàvàthiên hà Tiên Nữhợp nhất thành một
4 - 8 tỉ năm nữa (17,8 - 21,8 tỷ năm sau Vụ Nổ Lớn)
Thiên hà Tiên Nữ hiện đang cách Ngân Hà của chúng ta khoảng 2,5 triệu năm ánh sáng. Cả hai đang di chuyển về phía nhau với tốc độ khoảng 300 km (186 dặm) mỗi giây.Khoảng 5 tỷ năm kể từ bây giờ, hoặc 19 tỷ năm sau Vụ nổ lớn, Dải Ngân hà và Thiên hà Tiên nữ sẽ va chạm với nhau và hợp nhất thành một thiên hà lớn dựa trên các bằng chứng hiện tại. Cho đến năm 2012, không có cách nào để xác nhận liệu vụ va chạm có thể sẽ xảy ra hay không. Vào năm 2012, các nhà nghiên cứu đã đưa ra kết luận rằng vụ va chạm là xác định sau khi sử dụng Kính viễn vọng Không gian Hubble quan sát từ năm 2002 đến năm 2010 để theo dõi chuyển động của Tiên nữ. Điều này dẫn đến sự hình thành của siêu thiên hà Ngân Hà - Tiên Nữ (Tiếng Anh: Milkdromeda hay Milkomeda).
22 tỷ năm trong tương lai là thời điểm kết thúc sớm nhất có thể có của Vũ trụ trong kịch bản Vụ rách lớn, với mô hình năng lượng tối có giá trị giả sử là w = −1,5.
Sự phân rã chân không giả có thể xảy ra trong 20 đến 30 tỷ năm nếu trường boson Higgs có thể không bền vững.

#### Sự hợp nhất của Nhóm địa phương
1011 (100 tỷ) đến 1012 (1 nghìn tỷ) năm
Các thiên hà trong Nhóm Địa phương, cụm thiên hà bao gồm dải Ngân hà và Thiên hà Tiên nữ, liên kết hấp dẫn với nhau. Dự kiến trong khoảng từ 1011 (100 tỷ) đến 1012 (1 nghìn tỷ) năm kể từ bây giờ, quỹ đạo của chúng sẽ phân rã và toàn bộ Nhóm Địa phương sẽ hợp nhất thành một thiên hà lớn.
Giả sử rằng năng lượng tối tiếp tục làm cho vũ trụ giãn nở với tốc độ nhanh hơn, trong khoảng 150 tỷ năm nữa, tất cả các thiên hà bên ngoài Siêu đám địa phương sẽ vượt qua phía sau chân trời vũ trụ. Sau đó, các sự kiện trong Siêu đám địa phương sẽ không thể ảnh hưởng đến các thiên hà khác. Tương tự, các sự kiện sau 150 tỷ năm, như những người quan sát thấy ở các thiên hà xa xôi, sẽ không thể ảnh hưởng đến các sự kiện trong Siêu đám địa phương. Tuy nhiên, một người quan sát trong Siêu đám địa phương sẽ tiếp tục nhìn thấy các thiên hà xa xôi, nhưng các sự kiện họ quan sát được sẽ trở nên dịch chuyển đỏ nhiều hơn theo cấp số nhân khi thiên hà tiếp cận đường chân trời cho đến khi thời gian ở thiên hà xa xôi dường như dừng lại. Người quan sát trong Siêu đám địa phương không bao giờ quan sát các sự kiện sau 150 tỷ năm theo giờ địa phương của họ, và cuối cùng tất cả ánh sáng và bức xạ nền nằm bên ngoài Siêu đám địa phương sẽ xuất hiện chớp tắt khi ánh sáng bị dịch chuyển đỏ đến mức bước sóng của nó trở nên dài hơn đường kính vật lý của đường chân trời.
Một cách nghiêm túc, sẽ mất một thời gian dài vô hạn để tất cả các tương tác nhân quả giữa Siêu lớp cục bộ và ánh sáng này chấm dứt. Tuy nhiên, do sự dịch chuyển đỏ được giải thích ở trên, ánh sáng sẽ không nhất thiết được quan sát trong một khoảng thời gian vô hạn, và sau 150 tỷ năm, sẽ không có tương tác nhân quả mới nào được quan sát thấy.
Do đó, sau 150 tỷ năm, việc vận chuyển và liên lạc giữa các thiên hà bên ngoài Siêu đám địa phương trở nên bất khả thi về mặt nhân quả.

#### Độ sáng của các thiên hà bắt đầu giảm đi
8 × 1011 (800 tỷ) năm
8 × 1011 (800 tỷ) năm kể từ bây giờ, độ sáng của các thiên hà khác nhau, gần giống các thiên hà hiện tại nhờ độ sáng ngày càng tăng của các ngôi sao còn lại khi chúng già đi, sẽ bắt đầu giảm, vì sao lùn đỏ ít nhỏ hơn bắt đầu chết tạo thành sao lùn trắng.

#### Các thiên hà bên ngoài Siêu đám Địa phương sẽ không thể phát hiện
2 × 1012 (2 nghìn tỷ) năm
Giả sử rằng năng lượng tối tiếp tục làm cho vũ trụ mở rộng với tốc độ gia tốc, 2 × 1012 (2 nghìn tỷ) năm kể từ bây giờ, tất cả các thiên hà bên ngoài Siêu đám Địa phương sẽ có dịch chuyển đỏ đến một mức độ mà ngay cả tia gamma chúng phát ra sẽ có bước sóng dài hơn so với kích thước của vũ trụ quan sát được. Do đó, những thiên hà này sẽ không còn được phát hiện trong bất kỳ cách nào.

### Kỷ nguyên Thoái hóa
Từ 1014 (100 nghìn tỷ) 1040 năm
1014 (100 nghìn tỷ) năm kể từ bây giờ, sự hình thành sao sẽ kết thúc, để lại tất cả các đối tượng sao trong các hình thức thoái hóa còn sót lại. Giai đoạn này, được gọi là kỷ nguyên suy thoái, sẽ kéo dài đến thoái hóa còn sót lại cuối cùng là phân rã.

#### Sao không còn hình thành
1014 (100 nghìn tỷ) năm
Người ta ước tính rằng trong 1014 (100 nghìn tỷ) năm hoặc ít hơn, sự hình thành sao sẽ kết thúc., § IID. ít nhất là ngôi sao tuổi thọ dài nhất để xả nhiên liệu hydro (xem sự tiến hóa sao). Vì vậy, các ngôi sao sống lâu nhất trong vũ trụ là sao lùn đỏ có khối lượng thấp nhất, một khối lượng của bằng khoảng 0,08 lần khối lượng mặt trời, do đó cuộc đời trung bình của nó là 1013 (10 nghìn tỷ) năm. Thật trùng hợp, điều này có thể so sánh với chiều dài thời gian hình thành sao diễn ra. § IID. Một khi đầu hình thành sao và ít nhất sao lùn đỏ khổng lồ cạn kiệt nhiên liệu, nhiệt hạch hạt nhân sẽ chấm dứt. Các sao lùn đỏ có khối lượng thấp sẽ làm mát và trở thành sao lùn trắng. Các đối tượng duy nhất còn lại với hơn khối lượng hành tinh sẽ là sao lùn nâu có khối lượng ít hơn 0,08 lần khối lượng mặt trời, và thoái hóa còn sót lại, sao lùn trắng, được sản xuất bởi các ngôi sao với ban đầu quần chúng giữa khoảng 0,08 và 8 lần khối lượng mặt trời và sao neutron và lỗ đen, được sản xuất bởi các ngôi sao với khối lượng ban đầu hơn 8 lần khối lượng mặt trời. Hầu hết khối lượng của sao, khoảng 90%, sẽ có hình thức kết thúc cuộc đời là sao lùn trắng. Trong sự vắng mặt của bất kỳ nguồn năng lượng của các sao này trước đây là sáng mát và trở nên mờ nhạt.
Vũ trụ sẽ trở nên cực kỳ tối sau khi ngôi sao cuối cùng cháy. Mặc dù vậy, vẫn có thể thỉnh thoảng ánh sáng trong vũ trụ. Một trong những cách vũ trụ có thể được chiếu sáng là nếu hai cacbon - oxy sao lùn trắng với một khối lượng kết hợp của hơn giới hạn Chandrasekhar khoảng 1,4 lần khối lượng mặt trời xảy ra để hợp nhất. Các đối tượng kết quả sau đó sẽ trải qua phản ứng nhiệt hạch, sản xuất một siêu tân tinh loại IA và xua tan bóng tối của Kỷ nguyên suy thoái trong một vài tuần. Nếu khối lượng kết hợp không vượt quá giới hạn Chandrasekhar nhưng lớn hơn mức tối thiểu đại chúng để hợp carbon (khoảng 0,9 khối lượng mặt trời), một ngôi sao carbon có thể được sản xuất, với cuộc đời của khoảng 106 (1 triệu) năm., p. 91 Ngoài ra, nếu hai helium sao lùn trắng với một khối lượng kết hợp của ít nhất 0,3 lần khối lượng mặt trời va chạm, một ngôi sao helium có thể được sản xuất, với một đời của một vài trăm triệu năm., p. 91 Cuối cùng, nếu sao lùn nâu va chạm với nhau, một ngôi sao lùn đỏ có thể được sản xuất mà có thể tồn tại 1013 (10 nghìn tỷ) năm.

#### Hành tinh bị văng khỏi quỹ đạo bởi một ngôi sao khác
1015 năm
Theo thời gian, quỹ đạo của các hành tinh sẽ phân hủy do bức xạ hấp dẫn, hoặc các hành tinh sẽ bị đẩy ra từ hệ thống địa phương của họ bằng cách nhiễu loạn hấp dẫn gây ra bởi các cuộc gặp gỡ với một tàn dư sao.

#### Sao trong các Thiên hà bị văng ra ngoài hoặc rơi vào lỗ đen
1019 đến 1020 năm
Theo thời gian, các đối tượng trong một thiên hà trao đổi năng lượng động học trong một quá trình gọi là thư giãn động, làm cho cách tiếp cận phân phối tốc độ của họ phân bố Maxwell-Boltzmann. Dynamical thư giãn có thể tiến hành bằng cuộc gặp gỡ gần gũi của hai ngôi sao hoặc ít bạo lực nhưng thường xuyên hơn xa cuộc gặp gỡ. Trong trường hợp của một cuộc gặp gỡ gần gũi, hai sao lùn nâu hoặc tàn dư sao sẽ vượt qua gần với nhau. Khi điều này xảy ra, quỹ đạo của các đối tượng tham gia trong cuộc gặp gỡ gần thay đổi một chút. Sau khi một số lượng lớn các cuộc gặp gỡ, đối tượng nhẹ hơn có xu hướng để đạt được năng lượng động lực trong khi các đối tượng nặng hơn mất nó., trang 85-87
Bởi vì thư giãn động, một số đối tượng sẽ đạt được đủ năng lượng để đạt được vận tốc vũ trụ thiên hà và khởi hành thiên hà, để lại đằng sau một thiên hà nhỏ hơn dày đặc hơn,. Kể từ cuộc gặp gỡ thường xuyên hơn trong thiên hà dày đặc hơn, quá trình này sau đó tăng tốc. Kết quả cuối cùng là hầu hết các đối tượng được lấy ra từ thiên hà, để lại một phần nhỏ (có lẽ 1% đến 10%) mà rơi vào trung tâm lỗ đen siêu lớn., § IIIAD;, trang 85-87

#### Các hạt nhân bắt đầu bị phân rã
> 1034 năm
Xem thêm: Phân rã Proton
Sự phát triển tiếp theo của vũ trụ phụ thuộc vào sự tồn tại và tỷ lệ phân rã proton. Bằng chứng thực nghiệm cho thấy nếu các proton không ổn định, sự phân rã của proton ít nhất là 1034 năm. Nếu lý thuyết thống nhất là chính xác, do đó có những lý do để tin rằng sự phân rã của proton có thời gian là 1041 năm. Neutron bị ràng buộc vào hạt nhân cũng được dự kiến sẽ phân rã với một cuộc sống nửa so sánh của proton.
Phần còn lại của thời hạn này giả định rằng các proton nửa cuộc sống là khoảng 1037 năm. Ngắn hơn hoặc dài hơn proton nửa cuộc sống sẽ tăng tốc hoặc giảm tốc quá trình. Điều này có nghĩa rằng sau 1037 năm, một nửa vật chất baryon sẽ được chuyển đổi thành các photon dưới dạng tia gamma và lepton thông qua sự phân rã proton.
Trong trường hợp rằng các proton không phân hủy, các ngôi sao có khối lượng vẫn sẽ biến mất, nhưng lâu hơn. Xem trong tương lai mà không cần phân rã proton bên dưới.

#### Tất cả hạt nhân phân rã
1040 năm
Với giả định về sự bán rã của proton, hạt nhân (proton và neutron bị ràng buộc) đã trải qua khoảng 1.000 chu kỳ bán rã theo thời gian vũ trụ là 1040 năm tuổi. Để đưa điều này vào quan điểm, proton ước tính trong vũ trụ khoảng 1080. Điều này có nghĩa rằng số lượng của hạt nhân sẽ được cắt giảm một nửa 1.000 lần do thời gian vũ trụ là 1040 tuổi. Do đó, sẽ có khoảng ½1000 (khoảng 10−301) là hạt nhân còn lại là có được ngày hôm nay, đó là, hạt nhân còn lại trong vũ trụ vào cuối của Kỷ nguyên suy thoái. Kết quả, tất cả vật chất baryon sẽ được thay đổi thành photon và lepton. Một số mô hình dự đoán sự hình thành của positronium ổn định nguyên tử với đường kính lớn hơn đường kính hiện tại của vũ trụ quan sát được trong 1085 năm, và chúng lần lượt phân hủy thành bức xạ gamma trong 10141 năm. §IID, 

### Kỷ nguyên Lỗ đen
1040 năm đến 10100 năm

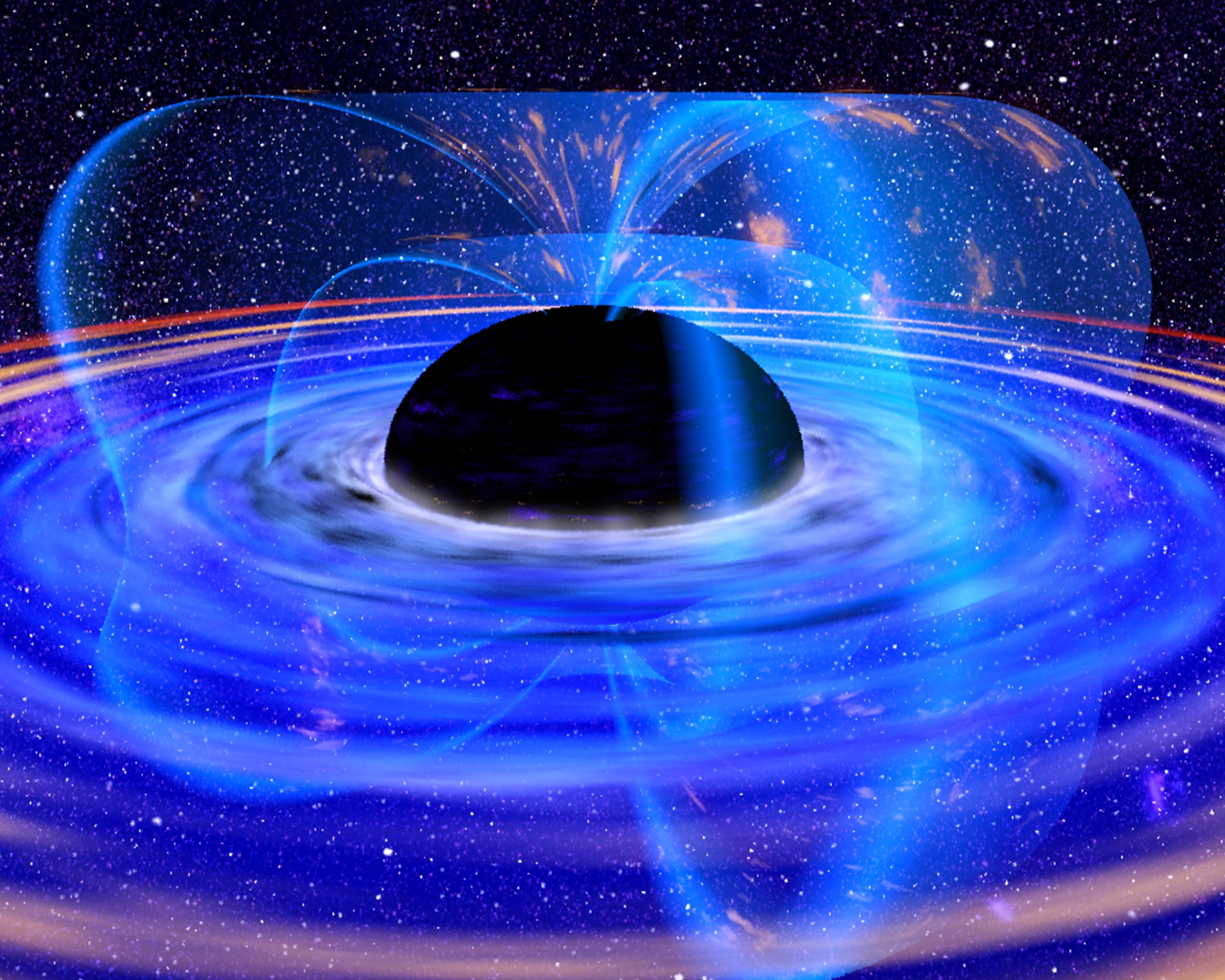
Các lỗ đen siêu lớn là tất cả những gì còn lại của các thiên hà một lần tất cả các phân rã proton, nhưng ngay cả những chúng cũng không phải là bất tử.

Sau 1040 năm, lỗ đen sẽ thống trị vũ trụ. Chúng sẽ từ từ bốc hơi thông qua bức xạ Hawking. Một lỗ đen với khối lượng của  mặt trời sẽ biến mất trong khoảng 2 x 1066 năm. Tuy nhiên, nhiều lỗ đen trong số này là có khả năng kết hợp với các lỗ đen siêu lớn ở trung tâm của các thiên hà của chúng thông qua quá trình mô tả ở trên trước khi điều này xảy ra. Khi thời gian tồn tại của một lỗ đen là tỷ lệ với lập phương của khối lượng của nó, lỗ đen có khối lượng lớn hơn sẽ mất nhiều thời gian hơn để phân rã. Một lỗ đen siêu lớn với một khối lượng 1011 (100 tỷ) khối lượng mặt trời sẽ bay hơi tong khoảng 2 × 1099 năm.
Bức xạ Hawking có một quang phổ nhiệt. Trong hầu hết cuộc đời của một lỗ đen, bức xạ có nhiệt độ thấp và chủ yếu là trong các hình thức của các hạt không có khối lượng như photon và hạt giả thuyết graviton. Khi giảm khối lượng của lỗ đen, sẽ làm tăng nhiệt độ của nó, trở thành so sánh với Mặt Trời bởi thời gian khối lượng lỗ đen đã giảm xuống còn 1019 kg. Lỗ sau đó cung cấp một nguồn tạm thời của ánh sáng trong bóng tối chung của kỷ nguyên Lỗ đen. Trong giai đoạn cuối cùng của sự bốc hơi của nó, một lỗ đen sẽ phát ra không chỉ các hạt không có khối lượng, nhưng cũng nặng hạt như electron, positron, proton và phản proton., pp. 148–150., trang 148-150.

#### Nếu proton không phân rã như mô tả ở trên
Trong trường hợp các proton không phân rã như mô tả ở trên, Kỷ nguyên suy biến sẽ kéo dài lâu hơn, và sẽ chồng chéo lên nhau Kỷ nguyên Lỗ đen. Trong một khoảng thời gian khoảng 1065 năm, đối tượng dường như cứng nhắc như đá sẽ có thể để sắp xếp lại các nguyên tử và phân tử của họ thông qua đường hầm lượng tử, hành xử như là một chất lỏng, nhưng chậm hơn. Tuy nhiên, proton vẫn dự kiến sẽ bị phân rã, ví dụ như thông qua các quá trình liên quan đến hố đen, hoặc các quá trình khác cao hơn, với một cuộc sống nửa dưới 10200 năm. § IVF. Ví dụ, theo Mô hình Chuẩn, nhóm 2 hoặc nhiều hơn nucleon về lý thuyết không ổn định vì bất thường chiral cho phép quá trình thay đổi số baryon bằng một bội số của 3.

### Kỷ nguyên Tối và Thời đại Photon
Từ 10100 năm và sau đó

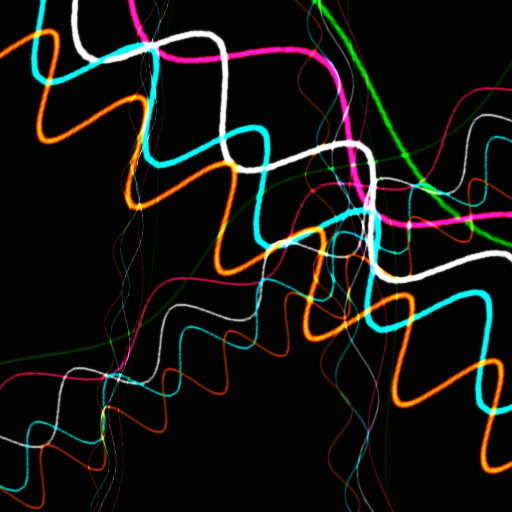
Photon bây giờ là vua của vũ trụ như là cuối cùng của các lỗ đen siêu lớn bốc hơi.

Photon bây giờ là vua của vũ trụ vì lỗ đen siêu lớn cuối cùng bốc hơi.
Sau khi tất cả các lỗ đen đã bay hơi (và sau khi tất cả các vấn đề thông thường của các proton đã tan rã, nếu proton là không ổn định), vũ trụ gần như trống rỗng. Photon, neutrino, các electron và positron sẽ bay từ nơi này đến nơi khác, hầu như không bao giờ gặp nhau. Hấp dẫn vũ trụ sẽ bị chi phối bởi vật chất tối, các electron và positron (photon).
Thời kỳ này, với chỉ rất khuếch tán vấn đề còn lại, hoạt động trong vũ trụ sẽ có đuôi đi đáng kể (so với thời kỳ trước), với mức năng lượng rất thấp và quy mô thời gian rất lớn. Electron và positron trôi qua không gian sẽ gặp nhau và đôi khi tạo thành cấu trúc nguyên tử positronium. Những cấu trúc này không ổn định, tuy nhiên, các hạt cấu thành của họ cuối cùng cũng bị tiêu diệt. các hạt sơ cấp khác cũng sẽ phân hủy, mặc dù rất chậm.
Vũ trụ đã đạt đến một trạng thái năng lượng cực kỳ thấp. Điều gì sẽ xảy ra sau này đều mang tính giả thuyết. Có thể là một sự kiện Vụ Rách Lớn có thể xảy ra trong tương lai. Ngoài ra, vũ trụ có thể sẽ lại rơi vào kỷ nguyên lạm phát lần thứ hai hoặc giả định rằng hiện nay chân không là một chân không sai, chân không có thể phân hủy thành một trạng thái năng lượng thấp hơn. Cuối cùng, vũ trụ rơi vào trạng thái này mãi mãi, đạt đúng cái chết nhiệt. Có lẽ, các trạng thái năng lượng cực thấp ngụ ý rằng các sự kiện địa phương lượng tử hóa trở thành hiện tượng vĩ mô lớn hơn là sự kiện vi không đáng kể bởi vì các nhiễu loạn nhỏ nhất sẽ tạo ra những sự thay đổi lớn nhất trong Kỷ nguyên này, do đó không thể dự đoán điều gì có thể sẽ xảy ra với không gian hoặc thời gian. Người ta ngầm nhận thức rằng, các định luật của vật lý vĩ mô "sẽ bị phá vỡ, các định luật của vật lý lượng tử" sẽ chiếm ưu thế.

## Tương lai mà không phân rã proton
Nếu các proton không phân rã, các vật thể có khối lượng sao vẫn sẽ trở thành lỗ đen, nhưng chậm hơn. Dòng thời gian sau đây giả định rằng sự phân rã proton không diễn ra.
10139 năm kể từ bây giờ
Ước tính năm 2018 về tuổi thọ của Mô hình Chuẩn trước khi sụp đổ chân không giả; Khoảng tin cậy 95% là 1058 đến 10241 năm do một phần do sự không chắc chắn về khối lượng quark đỉnh.

### Kỷ nguyên thoái hóa

#### Phân rã vật chất thành sắt
101100 đến 1032000 năm kể từ bây giờ
101500 năm, nhiệt hạch lạnh xảy ra thông qua đường hầm lượng tử nên làm cho ánh sáng hạt nhân trong cầu chì vật chất thông thường thành sắt-56 hạt nhân (xem các đồng vị sắt). Quá trình phân hạch và phát xạ hạt alpha sẽ làm cho những hạt nhân nặng cũng phân rã thành sắt, để lại các vật thể có khối lượng sao dưới dạng các quả cầu lạnh của sắt, được gọi là sao sắt. Trước khi điều này xảy ra, ở một số sao lùn đen, quá trình này dự kiến sẽ hạ thấp giới hạn Chandrasekhar của nó thành một siêu tân tinh trong  101100 năm. Silic không thoái hóa đã được tính toán để đào hầm thành sắt trong khoảng 1032000 năm.

### Kỷ nguyên lỗ đen

#### Sự sụp đổ của ngôi sao sắt lỗ đen
{\displaystyle 10^{10^{30}}} đến {\displaystyle 10^{10^{105}}}năm kể từ bây giờ
Đường hầm lượng tử cũng nên biến các vật thể lớn thành các lỗ đen, (trong các khoảng thời gian này) sẽ bay hơi ngay lập tức thành các hạt hạ nguyên tử. Tùy thuộc vào các giả định được đưa ra, thời gian điều này xảy ra có thể được tính từ {\displaystyle 10^{10^{26}}} năm đến {\displaystyle 10^{10^{76}}} năm. Đường hầm lượng tử cũng có thể làm cho các ngôi sao sắt sụp đổ thành các ngôi sao neutron trong khoảng {\displaystyle 10^{10^{76}}} năm.

### Kỷ nguyên bóng tối (không có sự phân rã proton)
Với các lỗ đen đã bay hơi, tất cả các vật chất baryonic giờ đây sẽ phân rã thành các hạt hạ nguyên tử (electron, neutron, proton và quark). Vũ trụ bây giờ là một chân không gần như tinh khiết (có thể đi kèm với sự hiện diện của chân không giả). Sự giãn nở của vũ trụ từ từ khiến nó nguội đi đến độ không tuyệt đối.

## Cuối cùng
Ngoài 102500 năm nếu xảy ra phân rã proton, hoặc 101076 năm mà không phân rã proton
Có thể một sự kiện Vụ rách lớn có thể xảy ra trong tương lai. Điểm kỳ dị này sẽ diễn ra ở một hệ số quy mô hữu hạn.
Nếu trạng thái chân không hiện tại là chân không giả, chân không có thể phân rã thành trạng thái năng lượng thấp hơn. 
Có lẽ, các trạng thái năng lượng cực thấp ngụ ý rằng các sự kiện lượng tử cục bộ trở thành hiện tượng vĩ mô chính chứ không phải là các sự kiện vi mô không đáng kể bởi vì những nhiễu loạn nhỏ nhất tạo ra sự khác biệt lớn nhất trong thời đại này, vì vậy không thể dự đoán điều  có thể xảy ra với không gian hoặc thời gian. Người ta nhận thấy rằng các định luật "vật lý vĩ mô" sẽ bị phá vỡ và các định luật vật lý lượng tử sẽ chiếm ưu thế. 
Vũ trụ có thể tránh được cái chết nhiệt vĩnh cửu thông qua đường hầm lượng tử ngẫu nhiên và dao động lượng tử, với xác suất không bằng không tạo ra một Vụ nổ lớn mới trong khoảng 10101056 năm. 
Trong một khoảng thời gian vô hạn, có thể có một sự giảm entropy tự phát, bởi sự tái phát Poincaré hoặc thông qua các dao động nhiệt (xem thêm định lý dao động). 
Các sao lùn đen khổng lồ cũng có khả năng phát nổ thành siêu tân tinh sau tới 1032000 năm, giả sử các proton không phân rã. 
Các khả năng trên dựa trên một dạng năng lượng tối đơn giản. Tuy nhiên, vật lý của năng lượng tối vẫn là một lĩnh vực nghiên cứu rất tích cực và dạng năng lượng tối thực tế có thể phức tạp hơn nhiều. Ví dụ, trong quá trình lạm phát, năng lượng tối ảnh hưởng đến vũ trụ rất khác so với cách nó hoạt động ngày nay, vì vậy có thể năng lượng tối có thể kích hoạt một giai đoạn lạm phát khác trong tương lai. Cho đến khi năng lượng tối được hiểu rõ hơn, các tác động có thể có của nó là vô cùng khó dự đoán hoặc mang tính giả thuyết.